# بلانكنبورغ
بلنكنبورغ (هارتس) (بالألمانية: Blankenburg (Harz)) هي بلدة ألمانية تقع في ألمانيا في جبال هارز. يقدر عدد سكانها بـ 22,351 نسمة .

## المدن التوأمة
مدن هيردكه وميربوش هي مدن توأمة لـبلنكنبورغ (هارتس).

## أعلام
- روبرت كولدفاي
- أوزوالد بركان
- فريدريكا من هانوفر
- أدولف جاست
- يوليوس إلستر
- أوسفالد شبينغلر
- يونارد كريستوف شتورم
- كريستين لويز من أوتينغن-أوتينغن
- هيرمان بيكمان